# Avistamentos de palhaços em 2016

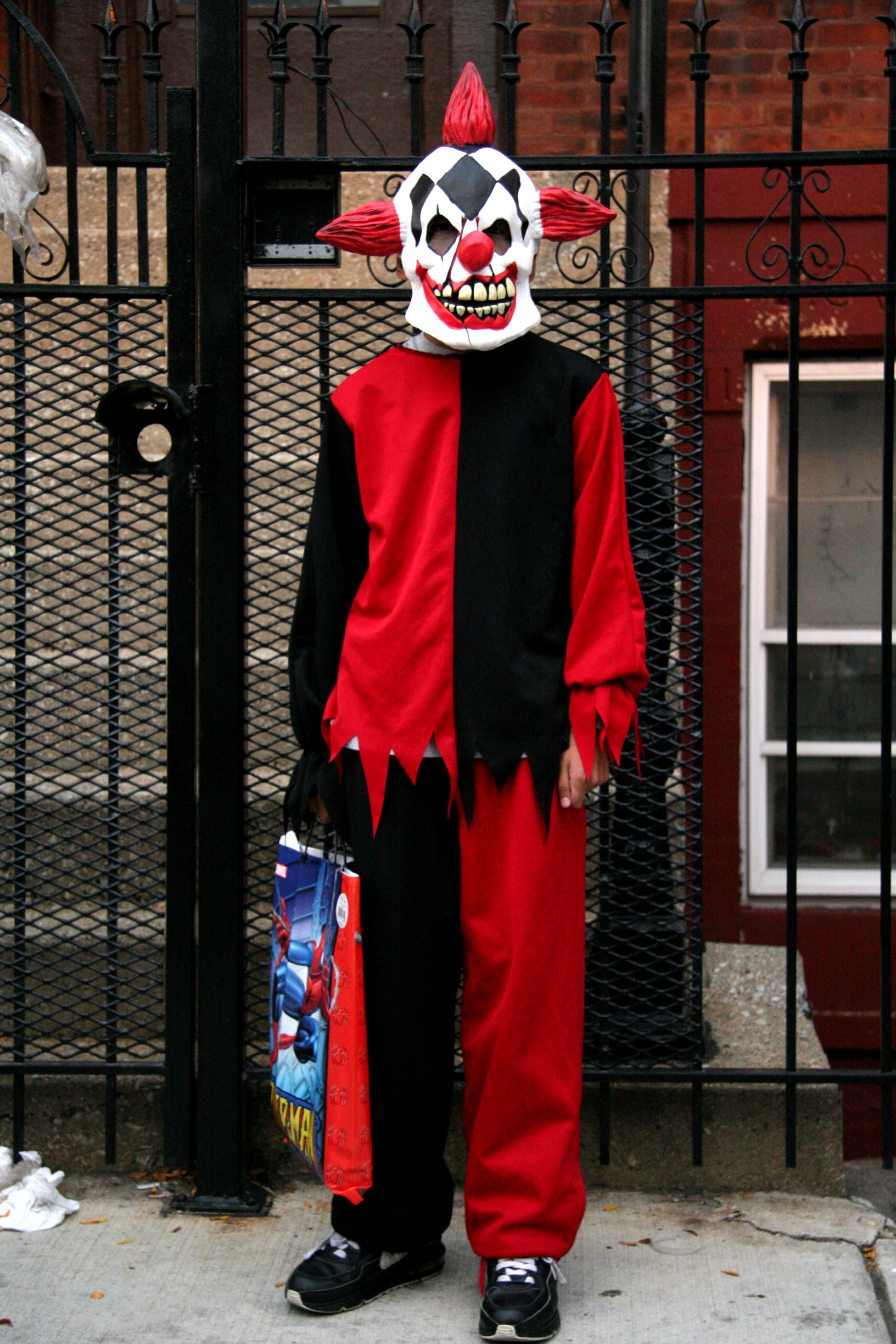
Palhaço assustador.

Os avistamentos de palhaços em 2016, fenômeno dos palhaços assustadores, ou grande "pânico", "levante", "mania", "invasão" ou "susto dos palhaços", foram uma série de avistamentos de pessoas vestidas como palhaços do mal relatados pela primeira vez nos Estados Unidos e, posteriormente, em outros países ocidentais, a partir de agosto de 2016. Os avistamentos de palhaços foram relatados pela primeira vez no estado da Carolina do Sul, nos Estados Unidos. Em meados de outubro de 2016 haviam sido relatados em quase todos os estados dos Estados Unidos, em nove das treze províncias e territórios do Canadá e em mais dezoito outros países.
Enquanto alguns avistamentos não tinham evidência de atividade criminal, outros levaram a prisões. Algumas pessoas foram citadas ou presas por fazer ameaças violentas a alguns palhaços ou se envolverem em roubos e assaltos a crianças e adultos. Na Pensilvânia, uma pessoa vestida de palhaço esfaqueou um estudante do ensino médio até a morte.

## Escopo, história e efeitos

### Primeiras aparições
Três eventos precursores aparentemente não relacionados aos de 2016 incluem avistamentos em 2013 de um "palhaço assustador" em Northampton, Reino Unido, uma onda de avistamentos de palhaços na Califórnia em 2014 e um palhaço visto em um cemitério em Chicago, Illinois em julho de 2015. Os avistamentos de palhaço em Northampton, que ocorreram esporadicamente durante setembro e outubro de 2013, foram alegadamente o trabalho de três cineastas locais. O trio começou uma página no Facebook para o chamado "Northampton clown" e estavam usando as aparências para direcionar o tráfego para a página. Os avistamentos da Califórnia em 2014 foi centrado em torno da "Wasco clown", e ocorreu principalmente na área de Bakersfield, Califórnia, com fotos aparecendo na mídia social. O avistamento de Chicago em 2015 envolveu dois moradores que viram um palhaço assustador escalar o portão no Cemitério Rosehill tarde da noite. Após isso, o palhaço entrou no cemitério, ele ou ela se virou para os moradores e começou a acenar lentamente enquanto eles faziam uma gravação de vídeo. Depois de acenar por alguns segundos, o palhaço correu para uma área escura e arborizada e não foi visto novamente.

### Avistamentos em 2016 e efeitos crescentes
O fenômeno de palhaços em 2016 começou em Greenville, Carolina do Sul, nos Estados Unidos no início de Agosto, seguido por incidentes no Canadá, após isso, o fenômeno se espalhou pelos Estados Unidos e continua atualmente.
No início de outubro de 2016, novos incidentes foram relatados no Canadá enquanto foram reportadas as primeiras ocorrências no Reino Unido e na Austrália. Comunidades britânicas ficaram "horrorizadas" e começaram a colocar pressão sobre as autoridades e sobre a polícia.
Durante todo esse tempo, sítios da internet e mídias sociais receberam inúmeros lançamentos relacionados ao fenômeno. O presidente da Associação Mundial do Palhaço, Randy Christensen, tomou uma posição contra a tendência atual de pessoas vestirem-se como palhaços para assustar as pessoas. Circos e outros negócios relacionados com palhaços foram afetados. Em outubro de 2016, a cadeia de fast-food, McDonald, decidiu que Ronald McDonald iria manter um perfil mais discreto, aparecendo menos, como resultado dos incidentes. Um sociólogo considerou 2016 "um mau momento para ser um palhaço profissional". A mania de palhaço assassino tem sido associada a um aumento significativo nas vendas de roupas de palhaço perto de Glasgow, Escócia. A partir de 12 de outubro de 2016, pelo menos duas canções originais tinham aparecido no YouTube fazendo referência especificamente aos avistamentos de palhaços em 2016. Uma canção foi intitulada de "Palhaços assustadores" e a outra "Canção do Palhaço em Pânico de 2016".

### Avisos de segurança
Em 12 de outubro, a embaixada russa em Londres emitiu um alerta para os cidadãos russos e britânicos por causa dos palhaços assustadores. Em 13 de outubro, a Polícia de Fiji alertou as pessoas contra o envolvimento nos eventos de palhaço.

### Banimento de vestimentas
Várias lojas da Nova Zelândia deixaram de vender roupas de palhaços e um distrito da Califórnia proibiu trajes de palhaço durante o Halloween. O distrito de West Milford, em Nova Jérsia proibiu qualquer tipo de trajes de palhaço assustador.Um distrito em Ohio, emitiu uma proibição geral de todos os trajes de palhaço e máscaras de palhaço, além de políticas e restrições anteriormente existentes.

## Incidentes

### Alemanha
Em 21 de outubro, palhaços assustadores foram relatados em duas cidades do norte da Alemanha. Um empunhando um taco de beisebol na cidade de Rostock atacou um homem, deixando-o com contusões. Outro na mesma cidade ameaçou uma menina de 15 anos com uma faca. Nas proximidades de Greifswald, dois relatos separados envolveram um palhaço empunhando uma moto-serra.

### Austrália
Em 7 de outubro, vários relatos de avistamentos de palhaços foram feitas em Campbelltown, Nova Gales do Sul. Desde 07 de outubro, houve vários avistamentos palhaços em todas as principais cidades australianas, incluindo Sydney, Melbourne, Brisbane, Adelaide e Perth e ainda está ocorrendo de forma contínua.

### Brasil
Seguindo os relatos externos, avistamentos de palhaços foram relatados nas principais capitais brasileiras, bem como em algumas cidades do interior.

### Reino Unido
A polícia de Northumbria afirmou que seis relatórios foram feitos sobre incidentes palhaço assustador desde o início de outubro. Embora ninguém tenha sido atacado durante esses incidentes, alguns dos relatórios envolvem palhaços que saltaram de arbustos para assustar crianças em Newcastle, além de outros relatos de palhaços perseguindo pessoas.
Em 7 de outubro, um homem mascarado com uma face pintada e carregando uma faca, pulou e perseguiu dois alunos, com idades entre 11 e 12, que estavam em seu caminho para a escola em Chester-le-Street, Condado de Durham, os dois alunos saíram assustados porém ilesos. Durham Constabulary disse que estava investigando o incidente. Naquela mesma noite um homem em Plymouth, Sudoeste da Inglaterra, foi confrontado por um palhaço com um martelo enquanto caminhava para casa.
Um homem de 30 anos de idade, vestido como um palhaço foi preso em 9 de outubro, depois de perseguir uma mulher através de Eaton Park, em Norwich, East Anglia.
Em 10 de outubro um grupo de três palhaços foram vistos em Welwyn Garden City, Hertfordshire. A Polícia de Kent informou que houve 59 incidentes com palhaços entre 7 e 10 de outubro. Em 11 de outubro um adolescente foi hospitalizado por um corte na cabeça após um palhaço jogar um tronco sobre ele em um beco em Dinnington, South Yorkshire.
Em 12 de outubro um comerciante em Blackburn, Lancashire, aparentemente, abordou um homem empunhando a faca vestido como um palhaço e sofreu ferimentos nas mãos graves. O palhaço foi dito ter tido uma peruca verde e usava um "treino verde de seda com linhas amarelas nas mangas e longos, góticos botas pretas". Mais tarde foi revelado ser uma brincadeira - o homem tinha simplesmente caído em vidro quebrado e fabricou o ataque palhaço. Ele foi processado por desperdiçar o tempo da polícia de Lancashire.
Ao longo de um fim de semana, em meados de outubro, a Polícia de Thames Valley foi chamada para catorze incidentes em menos de 24 horas.

### Estados Unidos
Após ocorrerem inicialmente na Carolina do Sul, os avistamentos e ameaças se espalharam por mais de quarenta e cinco dos estados do país, além do Distrito de Columbia e do território de Porto Rico.